# 8. østlige længdekreds
Den 8. østlige længdekreds (eller 8 grader østlig længde) er en længdekreds, der ligger 8 grader øst for nulmeridianen. Den løber gennem Ishavet, Atlanterhavet, Europa, Afrika, det Sydlige Ishav og Antarktis.
Denne længdekreds krydser ikke land i Danmark, men passerer cirka fire kilometer vest for Blåvands Huk.